# Ісламське право
Ісламське (мусульманське) право — одна з найпоширеніших у сучасному світі релігійних правових систем, комплекс соціальних норм, фундаментом і складовою якого є релігійні установлення та приписи ісламу, а також органічно пов'язані з ними і пройняті духом моральні та юридичні норми. К. Цвайгет і Х. Кетц визначають ісламське право як сукупність норм та правил, здобутих з божественного відкриття, якими зобов'язаний керуватися віруючий мусульманин для належного виконання свого релігійного обов'язку.

## Загальна характеристика ісламського права і релігії
Виникнення ісламського (мусульманського) права пов'язують з життєдіяльністю пророка Мухаммеда. Двома беззаперечними постулатами ісламського права є «немає ніякого божества окрім Аллаха» та «Мухаммед є Пророком і посланником Аллаха». Ісламське право поєднує в собі релігійні і юридичні начала, що знайшло відображення в специфіці його джерел та структурі, механізмі дії та і праворозумінні. Це означає, що для реалізації правової норми необхідна її відповідність не лише основоположним правовим, але й релігійним принципам, тому, як правило, ісламські правознавці водночас є і теологами. Воно регулює всі без винятку сфери суспільного життя, а також особистий статус мусульманина. В зв'язку з цим області регулювання ісламського права значно ширші, ніж області регулювання світського права, оскільки воно охоплює всі аспекти життя. Виконання норм ісламського права забезпечується колективною відповідальністю ісламської громади за поведінку кожного окремого члена громади, а також індивідуальним зв'язком мусульманина з Аллахом
Ісламське право складається з двох частин: шаріат і фікх. Шаріат є загальним цілим, а фікх — його юридична складова частина. Шаріат охоплює суспільні відносини з релігійної точки зору на основі тлумачень Корану і Сунни, в той час як фікх оцінює їх з правової точки зору.
Іслам — наймолодша зі світових релігій. її виникнення в VII столітті пов'язане з діяльністю Пророка Мухаммеда, що відповідно до переказу передав волю Аллаха людям. Незважаючи на відносно молодий вік, іслам швидко поширився по всьому світу. Спочатку він знайшов своїх прихильників в Африці, потім проникнув у Південну Європу та Азію. Нині мусульманське право охоплює своєю дією близько 1 млрд осіб і є однією із тих правових систем, що продовжують інтенсивно розвиватися.

## Характерні риси ісламського права
- Нерозривний зв'язок права і ісламу. Мусульманське право є складовою ісламу. Ця релігія містить певні теологічні норми, які встановлюють, у що повинен вірити мусульманин, а також Шаріат — сукупність норм, які наказують, що робити і що не робити віруючим. Саме остання складова ісламу і є сукупністю правил поведінки, які називають мусульманським правом[2].

- Мусульманське право регулює суспільні відносини лише між мусульманами. Такий персональний характер означає, що воно поширюється на осіб, що сповідують іслам. В контексті цього питання слід розрізняти поняття «мусульманське право» і «право мусульманських держав». Різниця полягає в тому, що, по-перше, джерелами мусульманського права є релігійні норми, які містяться, наприклад, в Корані, а джерелом світського права є нормативні акти, звичаї, прецеденти. По-друге, мусульманське право поширює свою дію лише на тих, хто сповідує іслам, а право мусульманських держав регулює відносини між всіма громадянами країни.
- Мусульманське право складається здебільшого з обов'язків, що покладаються на особу, і санкцій за їх невиконання і порушення. Норми мусульманського права встановлюють певний зразок належної поведінки, яка вважається пристойною з точку зору ісламу. Часто санкції цієї релігійно-правової сім'ї є дуже жорстокими. Суб'єктивні права індивіда чітко не закріплені в шаріаті, але все ж таки вони мають місце. Це досягається за допомогою визнання певних меж обов'язків, а також уточненням обсягу прав, визнаних за індивідами. Неповага і порушення цих прав тягне за собою застосування санкцій, що накладаються мусульманським суддею.
- Мусульманське право має казуїстичний, формальний і архаїчний характер. Оскільки ісламське право вважається божественним, то воно, в принципі, є незмінним. Йому також невідомий історичний підхід. Але навіть за умови його «незмінності» потрібно розуміти, що воно не могло б існувати у первісному вигляді у сучасному суспільстві. Ісламська юриспруденція визнає, що право, яке відкрилося внаслідок божественного відкриття, не було одразу сформовано в ясну і зрозумілу форму. Тому ісламським юристам довелось зробити багатовікову працю з поглиблення і вивчення джерел права, внаслідок чого багато норм змінювалось і пристосовувалося до умов життя. Багато норм ісламського права є казуїстичними, тому не охоплюють однорідні суспільні відносини на відміну від романо-германської системи права, і регулюють лише окремі конкретні випадки. Формальність норм мусульманського права полягає в тому що, від його суб'єктів вимагається здебільшого дотримання самого змісту норми, а не духу всього права.
- Несистематизований характер. Оскільки ісламське право є результатом божественного творіння і не може бути зміненим, то воно ніколи не зазнавало систематизації. Лише в 1869—1876 рр. у Османській імперії була розроблена кодифікація Маджала, яка стала першою кодифікованою збіркою мусульманських правових норм. На той час це був і необхідний, і незвичайний крок. Необхідний тому, що вже стало неможливим вимагати від тогочасних юристів вивчення середньовічних юридичних книг, а незвичайним тому, що вперше норми шаріату набрали чинності на підставі державного акту і були систематизовані на зразок європейського права.
- Ісламське право характеризується наявністю декількох течій і шкіл права. Існує дві великі течії — шиїти і суніти, — кожна з яких в свою чергу розбита на декілька шкіл.